# Monte Nebo (sito archeologico)
Monte Nebo è un sito archeologico collocato sull'omonimo monte in Giordania.
Su una delle cinque cime sono stati individuati i resti di una chiesa e di un monastero, durante alcuni scavi nel 1933. La chiesa era stata costruita una prima volta nella seconda metà del IV secolo per commemorare il posto in cui Mosè era morto; la basilica fu ampliata nel tardo V secolo e ricostruita del 597. Sei tombe sono state scoperte incavate nella roccia naturale al di sotto del pavimento a mosaico della chiesa. Gli scavi furono condotti per lungo tempo da padre Michele Piccirillo, che pubblicò anche i risultati delle sue scoperte.